# Picea neoveitchii
Espèce
Statut de conservation UICN

 CR B2ab(i,ii,iii,v); C2a(ii) : 
En danger critique
Picea neoveitchii (大果青扦, en chinois) ou Épicéa d’Orient, est une espèce de conifères du genre Picea, de la famille des Pinaceae. Menacée d'extinction, l'espèce est endémique des monts Qinling dans la province chinoise du Henan en République populaire de Chine. Elle fait partie de la liste des 100 espèces les plus menacées au monde établie par l'UICN en 2012.

## Répartition
On trouve l'espèce de 1240 à 2 200 mètres d'altitude dans les collines méridionales des monts Qinling dans la réserve naturelle de Baotian Man dans la province du Henan.

## Extinction
L'espère est menacée d'extinction en raison de la destruction progressive et la fragmentation de son habitat naturel. Sa préservation est mise en œuvre par la protection de son habitat, la gestion des espèces invasives et l'interdiction de l'abattage de ses spécimens.

## Source
- (en) Cet article est partiellement ou en totalité issu de l’article de Wikipédia en anglais intitulé « Picea neoveitchii » (voir la liste des auteurs).